# ماكس كولينز (ممثلة)
ماغنو ماكس كولينز (بالإنجليزية: Max Collins)‏ (ولدت إيزابيل أبييرا كولينز-ماغو في 28 آب، 1992) ممثلة وعارضة أزياء، مزدوجة الجنسية فلبينية أمريكية .

## نشأتها
ولد كولينز في كاليفورنيا.
والدتها هي فلبينية من كاليبو، اكلان. والدها أمريكي من أصل أيرلندي - إيطالي. التقى والداها في لوس أنجلوس عندما كانت والدتها تعمل في بلومينغديلز. انفصل والداها عندما كانت في عمر أربع سنوات. تزوجت والدتها عندما كانت في التاسعة من عمرها. لديها أخ غير شقيق.

## الروابط الخارجية
- ماكس كولينز على موقع IMDb (الإنجليزية)
- ماكس كولينز على موقع قاعدة بيانات الفيلم (الإنجليزية)

- ماكس كولينز في قاعدة بيانات الأفلام على الإنترنت